# Belšinja vas
Belšinja vas este o localitate din comuna Trebnje, Slovenia, cu o populație de 38 de locuitori.